# Kloster Putna

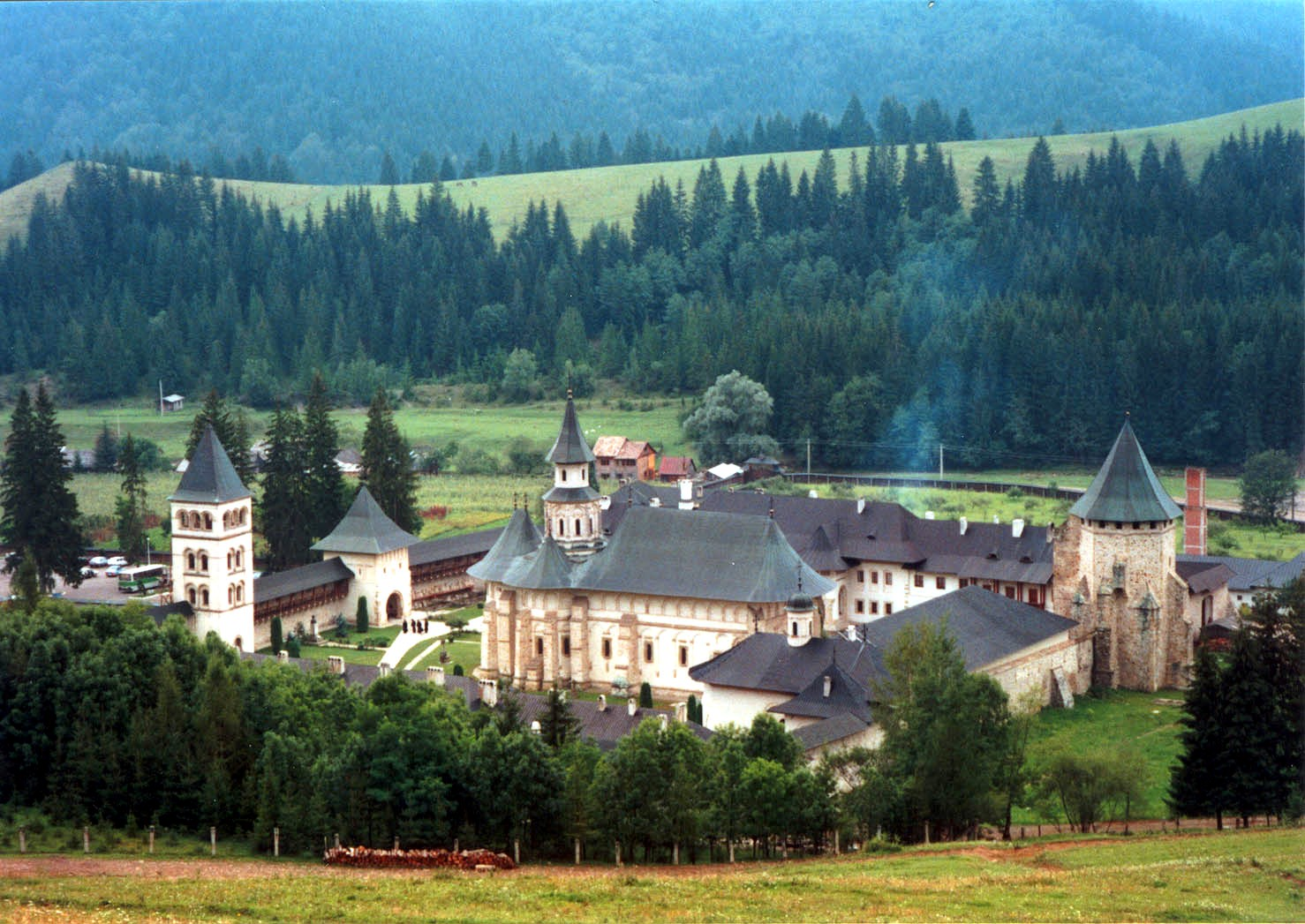
Kloster Putna

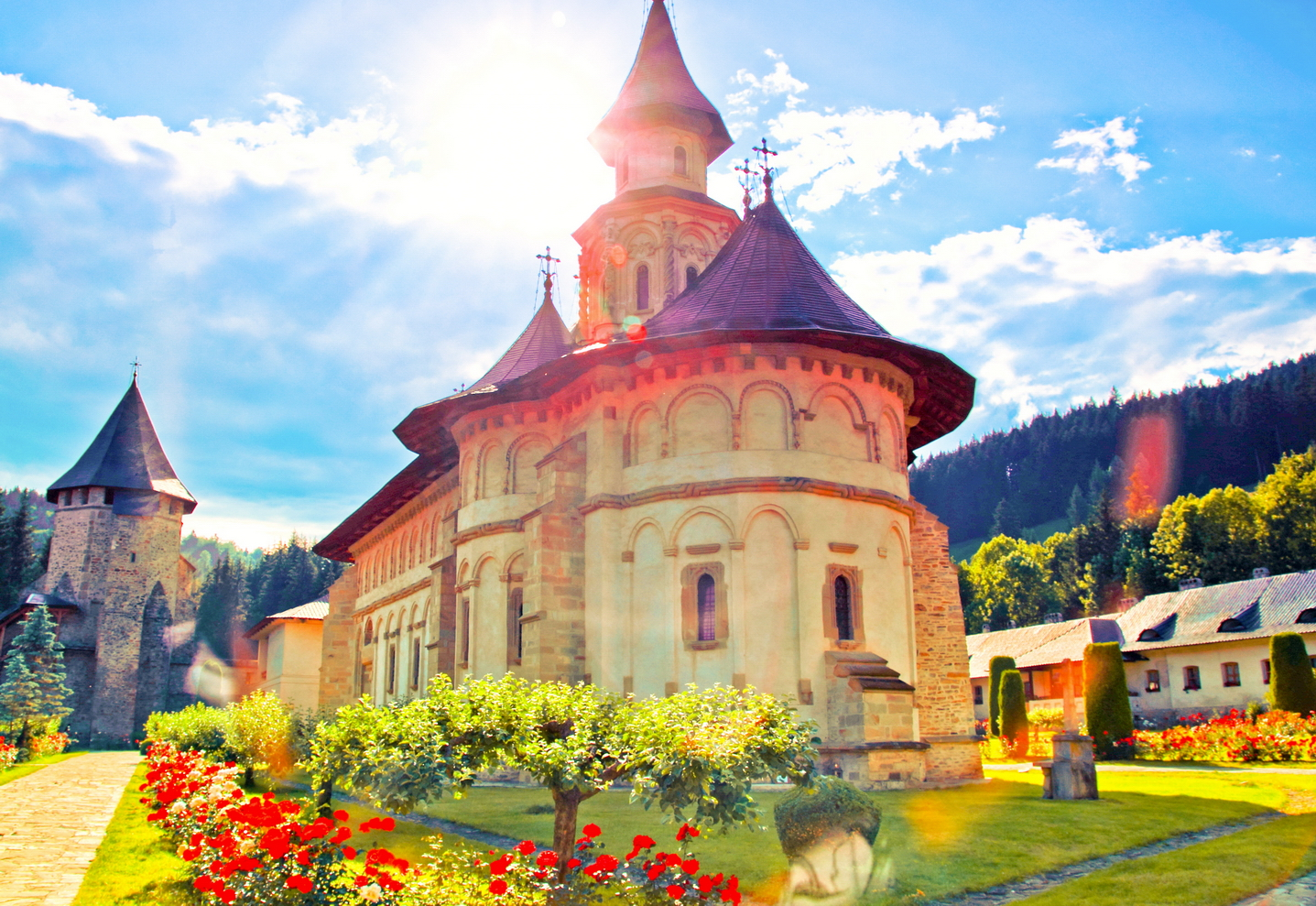
Klosterkirche

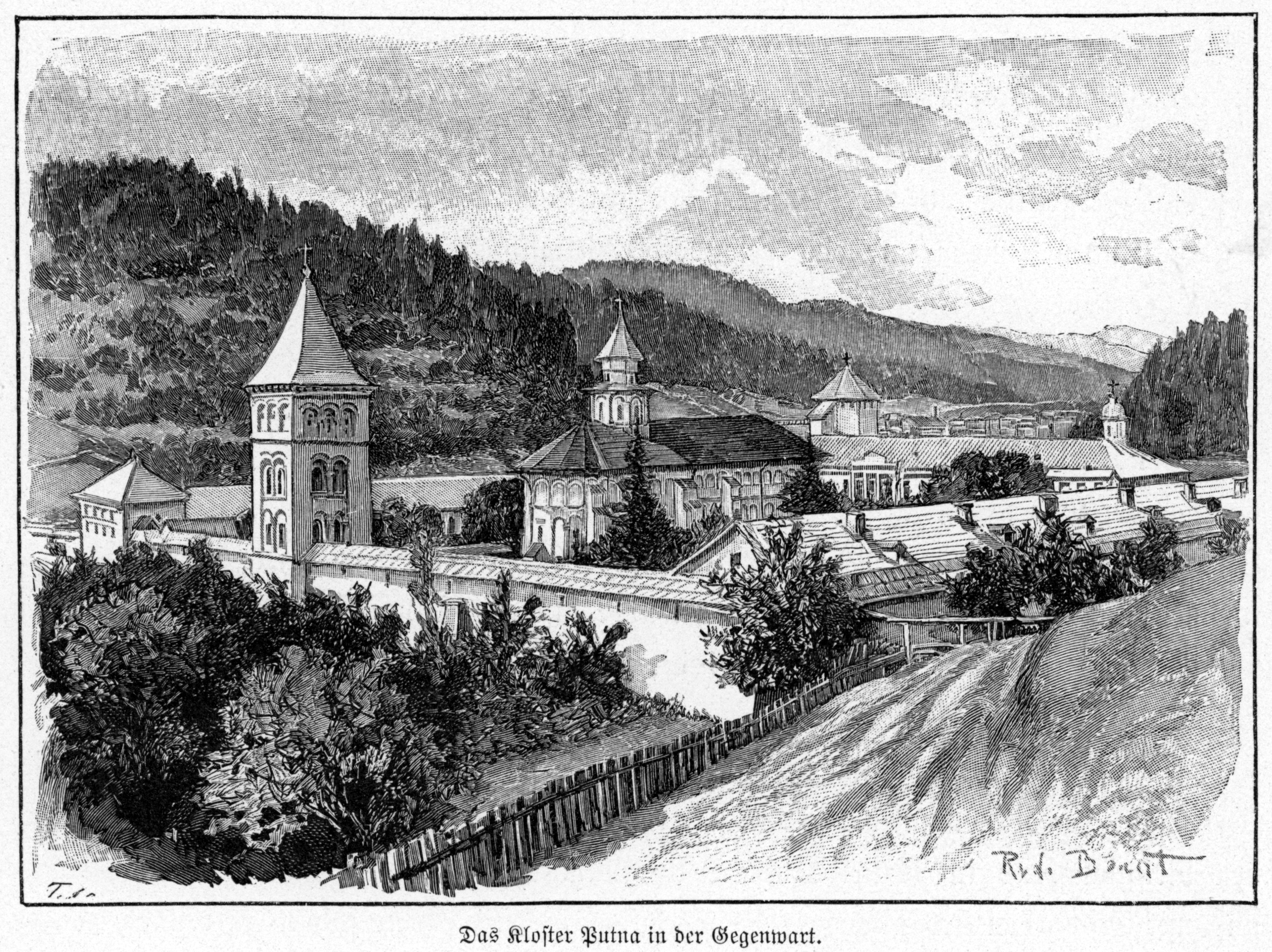
Kloster Putna, historische Ansicht (Xylographie von Rudolf Bernt, 1899)

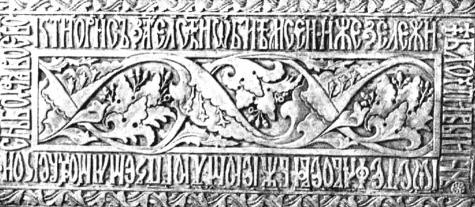
Grabstein von Stefan dem Großen

Das Kloster Putna (rumänisch Mănăstirea Putna) liegt in Rumänien rund 72 Kilometer von der Stadt Suceava entfernt. Es gehört heute zu einer Gruppe von rumänisch-orthodoxen Klöstern – den Moldauklöstern – in der südlichen Bukowina, früher waren sie griechisch-orthodoxe Klöster.

## Geschichte
Nach einer Sage des Geschichtsschreibers Ion Neculce schoss Stefan der Große im Jahre 1466 vor der Klostergründung von einem Berg einen Pfeil ins nahe Karpatental. Der Fürst beschloss an der Stelle, auf dem sein Pfeil stecken blieb, einen Altar zu errichten.
Anschließend ließ Fürst Stefan das Kloster in der Zeit zwischen 1466 und 1469 erbauen. Am 3. September 1470 kam es zur Klostereinweihung. Das Kloster Putna war damals ein blühendes kulturelles Zentrum. Geistliche und Chronisten aus der Region wurden dort zwischen dem 15. und 16. Jahrhundert ausgebildet. Mönche kopierten Manuskripte sowie alte Chroniken und zierten religiöse Texte mit Miniaturen.
Die alte Klosterkirche wurde 1653 zerstört und zwischen 1653 und 1662 – während der Herrschaften Vasile Lupus, Gheorghe Stefans und Eustratie Dabijas – ohne die Fresken an der Außenseite wiedererbaut. Sie ist in dieser Form, obwohl sie 1757 nochmals beschädigt wurde, bis heute erhalten. Im gleichen Jahr erfolgte unter Leitung des Metropoliten Jakob eine umfassende Rekonstruktion der Bauten. Für den baufälligen Turm an der Westseite wurde am Tor ein neuer Turm errichtet, dessen Weihung 1885 erfolgte.
Auf dem Klosterfriedhof befindet sich der Grabstein von Stefan dem Großen. Der Fürst liegt dort seit 1504 begraben, ebenso wie seine zweite Frau, Maria von Mangop und seine dritte Frau Maria Voichița. In unmittelbarer Nähe befinden sich auch die Gräber einiger Nachkommen von Stefan, von moldauischen Bischöfen, die zur Fürsorge und Erhaltung der Klöster beigetragen haben, und von dem Heiligen Hierarchen Ilie Iorest.
Im Klostermuseum werden viele kostbare Manuskripte, Landkarten, Gemälde, Ikonen, Leinentücher und andere kirchliche Gegenstände, die bis in das 15. Jahrhundert zurückgehen, aufbewahrt. Erwähnenswert sind das Selbstporträt von Stefans zweiter Ehefrau Maria von Mangop und der Totenschädel des Heiligen Ghenadie.
Im Umfeld des Klosters befinden sich einige noch ältere Einsiedeleien. Die bedeutendste trägt den Namen Chilie în piatră und ist eine in den Fels gearbeitete Stätte. Sie hat die komplette Struktur einer griechischen Kirche mit den Abschnitten Pronaos, Naos und Sanktuarium.

### Klosterwirtschaft

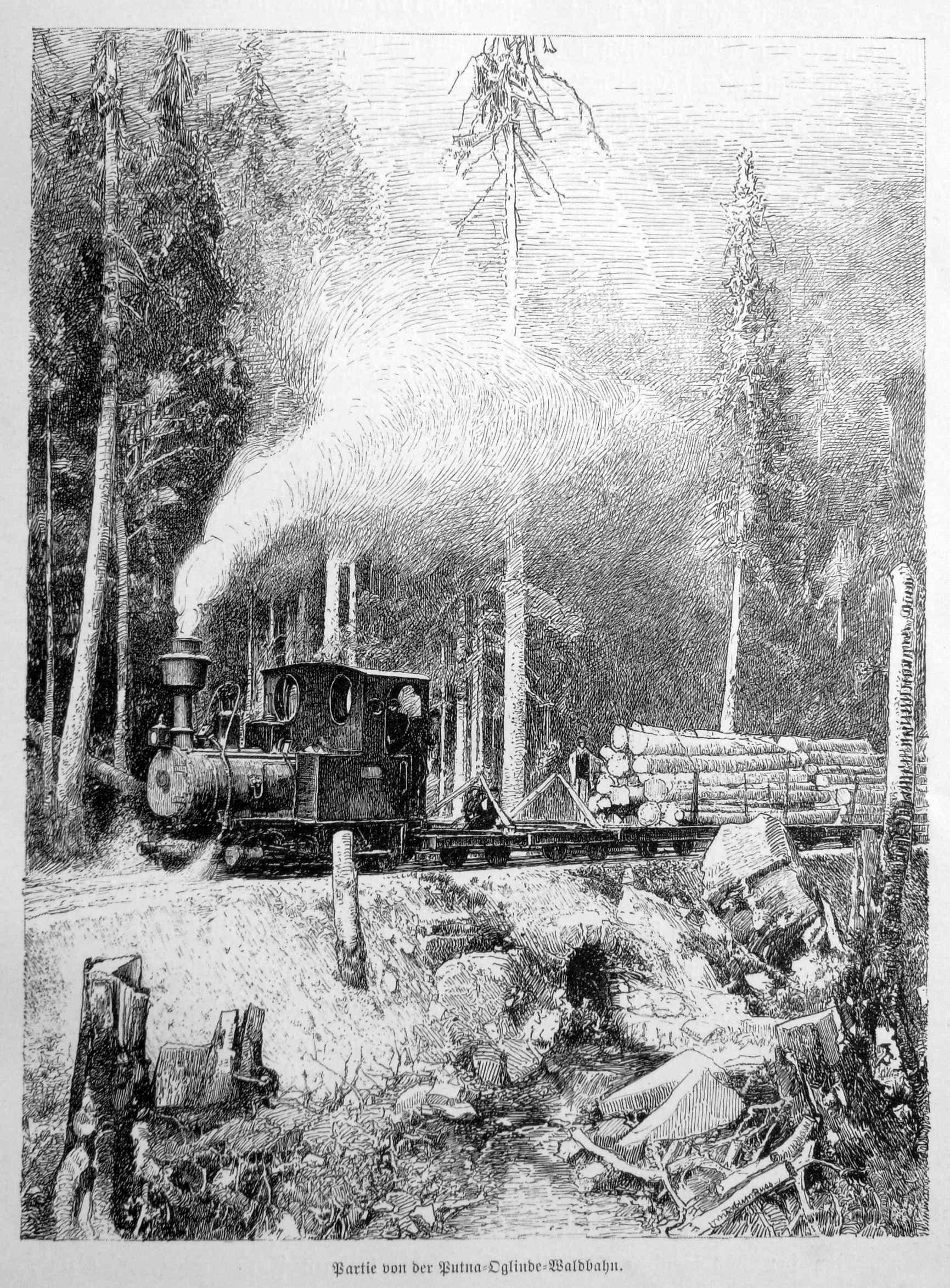
Waldbahn für die Waldbewirtschaftung beim Kloster Putna (Xylographie von Hugo Charlemont 1899)

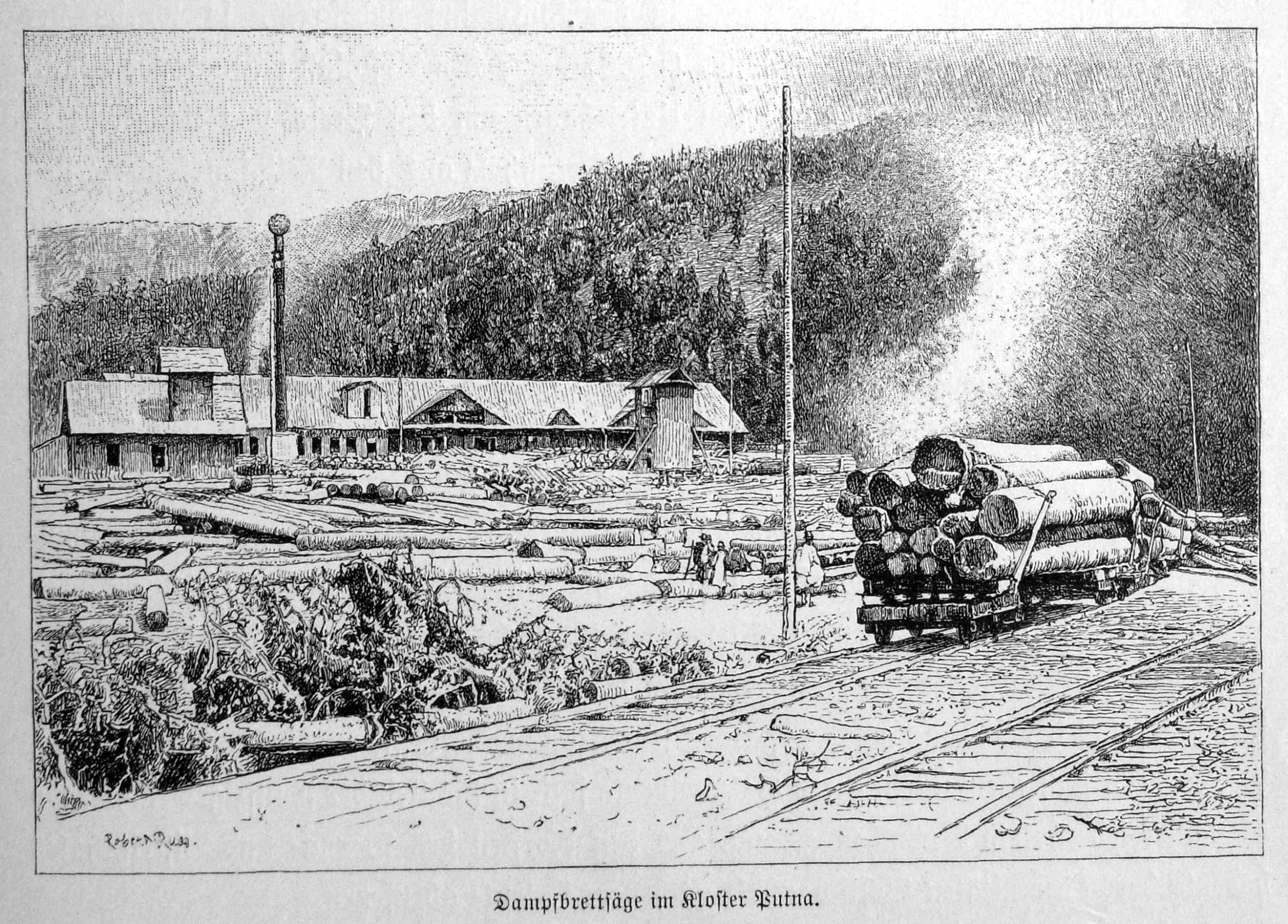
Holzwirtschaft vom Kloster Putna Ende des 19. Jahrhunderts (Xylographie von Hugo Charlemont 1899)

Das Kloster Putna war mit dem umfangreichsten grundherrschaftlichen Besitz in der Bukowina ausgestattet. Darunter befanden sich Ländereien und Betriebe in einem Gebiet zwischen Czernowitz und der siebenbürgischen Grenze.
Im Umfeld vom Kloster Putna gab es wie in anderen Regionen der Karpaten eine rege Waldwirtschaft. Zu diesem Zweck hatte man besonders im 19. Jahrhundert große Anstrengungen unternommen, Sägewerke, Flößanlagen und Waldbahnen einzurichten. Letztere Bahnen dienten zum Transport des geschlagenen Holzes zu einem nahe liegenden Sägewerk oder einzelnen Holzsammel- und Flößstationen.
Eine bedeutende Holzverarbeitung bestand im Areal des Klosters Putna. Dort fand jenes Rundholz seine erste Verarbeitung, das an den Abhängen der Berge Dealul Oglinda, Poiana Crucii und Poiana Haciungului geschlagen wurde.
Die vom Bukowiner griechisch-orientalischen Religionsfond (errichtet mit Decret vom 29. April 1786) betriebenen Wirtschaftsbetriebe waren wichtiger Teil der Finanzierung religiöser Einrichtungen im Kronland Bukowina und boten vielfältige Beschäftigungsmöglichkeiten in einer überwiegend strukturarmen Region.
Für die Beschaffung von Bauholz waren die regionalen Holzgewinnungsgebiete von großer Bedeutung. Auf dem unweit vom Kloster vorbeifließenden Fluss Suceava betrieb man zwischen 1820 und 1860 Flößerei. Diese musste aber wegen Hochwasserschäden eingestellt werden.

## Historisches Monument
Kloster Putna ist in der Liste der historischen Denkmäler in Rumänien mit dem Klassifizierungscode LMI-Code SV-II-a-A-05595 aufgeführt.